# Gripsholm (Schiff, 1957)
Koordinaten: 35° 21′ 0″ S, 26° 13′ 0″ O
Die Gripsholm war ein 1957 in Dienst gestelltes Passagierschiff der Svenska Amerika Linien. Das ab 1971 für Kreuzfahrten eingesetzte Schiff blieb fast vierzig Jahre lang unter verschiedenen Namen und Eignern in Dienst, ehe es im November 1995 nach der Insolvenz seines Betreibers aufgelegt wurde. Nach sechs weiteren Jahren sank es am 12. Juli 2001 auf der Fahrt zum Abwracken vor der Küste Südafrikas.

## Geschichte
Die Gripsholm wurde unter der Baunummer 1500 bei Ansaldo in Genua gebaut und am 8. April 1956 vom Stapel gelassen. Nach der Übernahme am 2. April 1957 wurde das Schiff am 14. Mai für den Liniendienst von Göteborg nach New York in Dienst gestellt.

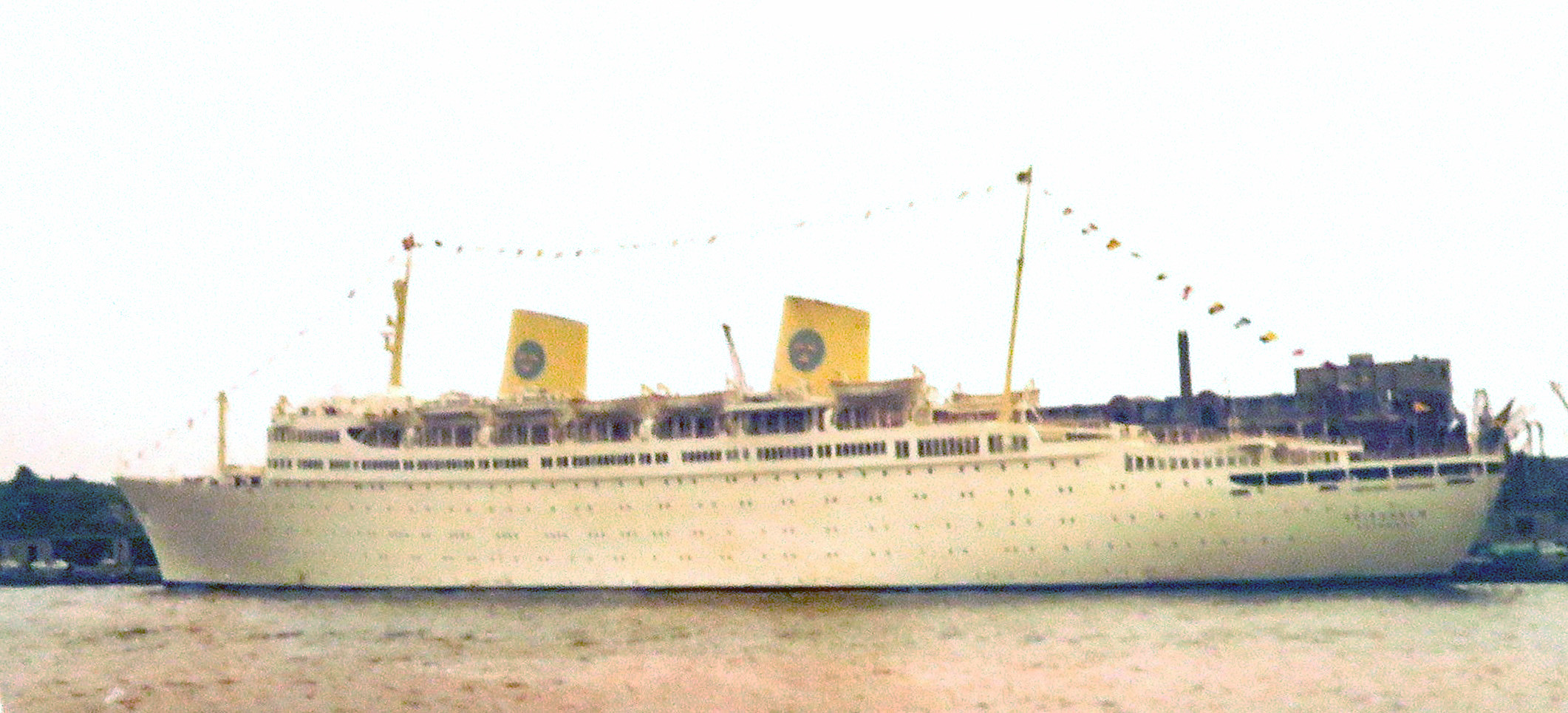
Die Gripsholm 1973 in Malmö

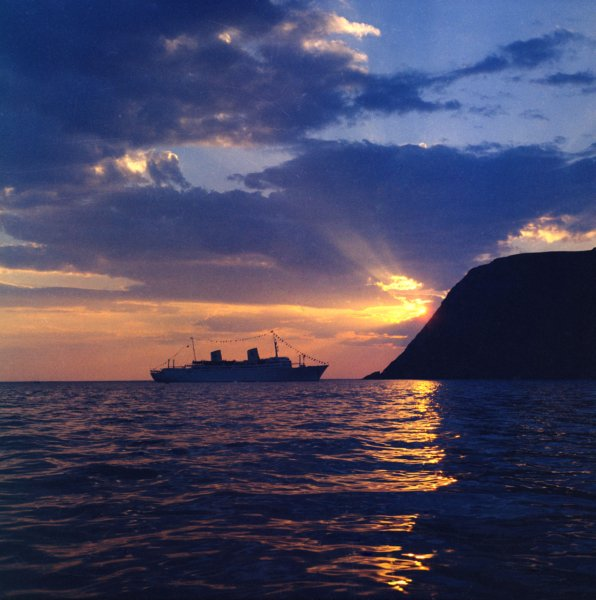
Die Gripsholm um 1970 am Nordkap

1971 wurde das Schiff in Göteborg aufgelegt und anschließend drei Monate lang umgebaut, um fortan als reines Kreuzfahrtschiff betrieben zu werden. Im August 1975 unternahm die Gripsholm noch einige letzte Kreuzfahrten, ehe sie am 19. September im zum Fjærlandsfjord gehörenden Esefjord aufgelegt wurde. Im November 1975 ging das Schiff an den griechischen Reeder Michael A. Karageorgis, der es in Navarino umbenannte und im Dezember nach Griechenland überführte. Am 22. Mai 1976 begann die Navarino ihre erste Mittelmeerkreuzfahrt ab Venedig für die Karageorgis Lines.
Am 8. August 1981 lief die Navarino vor Patmos auf Grund und wurde hierbei schwer beschädigt. Aufgrund dieser Schäden verkaufte Karageorgis das Schiff am 24. Oktober an Sally Shipping, die es nach den Reparaturarbeiten an die Commodore Cruise Line vercharterten. Nur fünf Tage darauf brach hierbei ein Brand in einer der Kabinen aus, der zusätzliche Schäden verursachte. Die Navarino wurde zu der Hellenic Shipyard nach Skaramanga gebracht, um dort repariert zu werden. Hierbei kenterte sie jedoch am 26. November 1981 mitsamt ihrem Schwimmdock, weshalb das Schiff als Totalschaden abgeschrieben und nach seiner Bergung am 13. März 1982 in Piräus aufgelegt wurde.
Im Mai 1983 ging die Navarino an Multiship Italia SrL mit Sitz in Rom, die sie in Samantha umbenannten. Das Schiff wurde von Piräus nach La Spezia überführt, dort jedoch weiter aufgelegt. Im Oktober 1984 wurde die Samantha schließlich nach Perama gebracht und dort renoviert, um ab November 1985 als Regent Sea für Regency Cruises in Dienst gestellt zu werden. Das Schiff wurde fortan für Kreuzfahrten in die Karibik sowie nach Alaska genutzt.

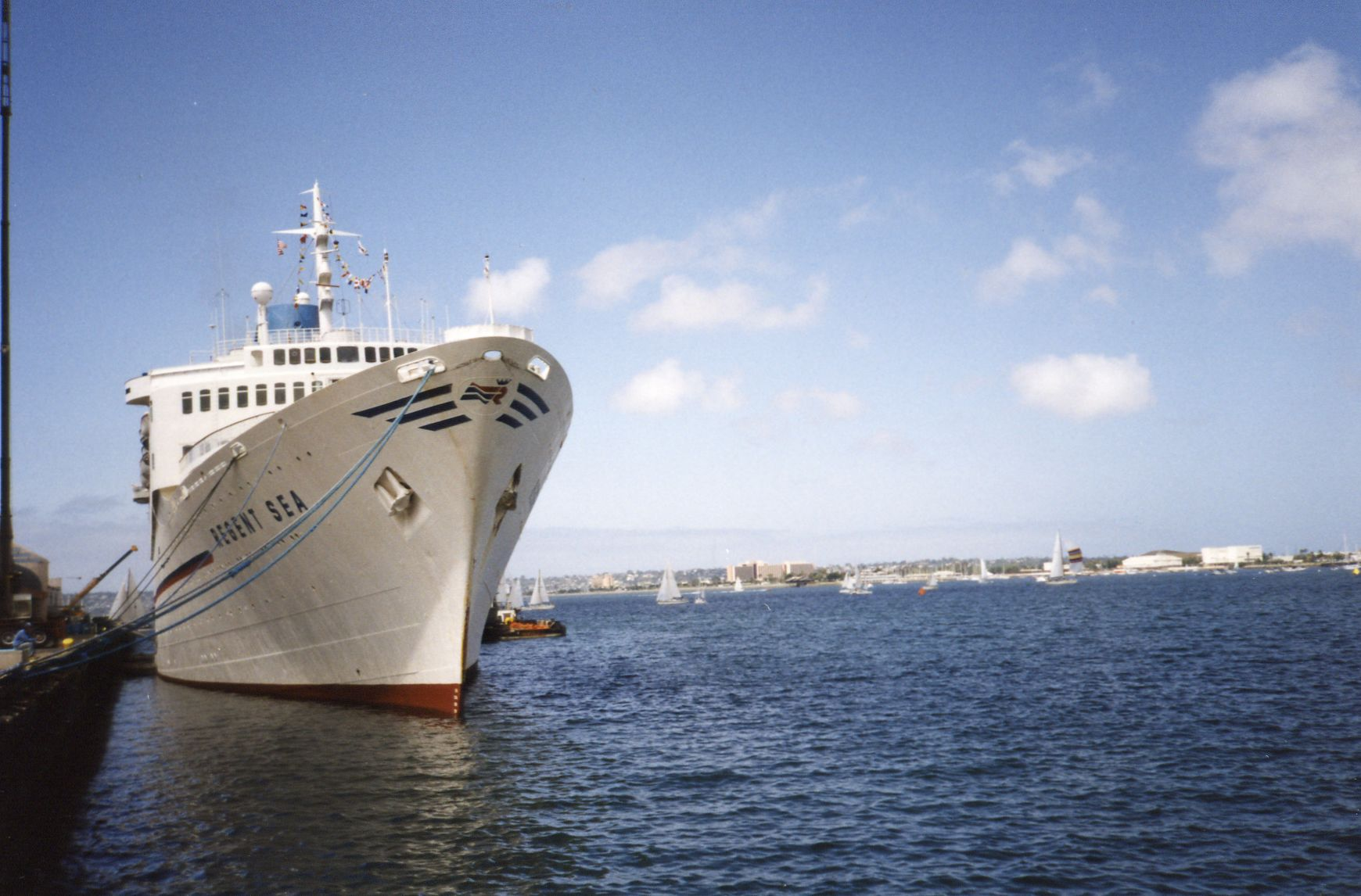
Als Regent Sea in San Diego, 1995

Am 2. November 1995 wurde die Regent Sea in Nassau arrestiert, nachdem Regency Cruises Insolvenz angemeldet hatte. Das ab November 1997 unter dem Namen Sea in Tampa aufliegende Schiff wechselte in den folgenden Jahren mehrfach seinen Besitzer, kam jedoch nicht wieder in Fahrt. Auch eine geplante Nutzung als Hotelschiff oder Casinoschiff in Schweden unter dem alten Namen Gripsholm blieb unrealisiert. Im Mai 2001 wurde die Sea schließlich zum Abbruch ins indische Alang verkauft. Im selben Monat verließ das Schiff im Schlepp den Hafen von Tampa.
Im Juni 2001 befand sich die Sea zum Bunkern im Senegal, als Diebe an Bord des Schiffes kamen und versuchten, Gegenstände von Bord zu stehlen. Einen Monat nach diesem Zwischenfall schlug das Schiff auf seiner weiteren Reise zum Abbruch am 12. Juli 2001 bei rauer See vor der Küste Südafrikas leck und sank kurz darauf in der Nähe der Algoa Bay.